# Hélikè (Achaïe)
Pour les articles homonymes, voir Hélicé.

L'Achaïe antique : Ἑλίκη se situe au nord de Βοῦρα, vers le milieu de la carte.

Hélikè (en grec ancien Ἑλίκη), parfois transcrite Héliké ou francisée en Hélice, est une polis (cité-État) de Grèce antique située sur la côte nord du Péloponnèse, dans la région d'Achaïe, non loin de la cité de Bouras. Le site est sujet à une activité sismique ancienne et régulière. Le plus connu et le plus dévastateur des séismes survenus à cet endroit a lieu en 373 av. J.-C., pendant l'époque classique : la cité d'Hélikè est détruite par le séisme puis engloutie par le tsunami qui s'ensuit. Les ruines de la cité classique sont redécouvertes en 2001. 

## Nom de la cité
Le nom Hélikè est attesté dans la mythologie grecque en tant que nom de plusieurs personnes. Une nymphe appelée Hélikè, fille de Lycaon, est connue pour avoir suscité l'amour de Zeus et la jalousie d'Héra, qui la change en ourse. Zeus change alors Hélikè en une constellation, la Grande Ourse,. Ovide met en scène Hélikè changée en Grande Ourse dans ses Fastes poème sur les fêtes religieuses romaines : elle y renseigne la déesse Déméter qui est à la recherche de sa fille disparue Perséphone et lui conseille de se renseigner auprès du dieu soleil, Hélios,. Une autre nymphe appelée Hélikè est mentionnée par Hygin dans son traité De l'astronomie : elle fait partie des nymphes qui élèvent Zeus enfant,.
Pour expliquer l'origine d'un toponyme, les Grecs anciens élaborent souvent un récit étiologique qui imagine qu'une personne des temps anciens portait ce nom et l'a donné à ce lieu. La source la plus ancienne qui avance une explication du nom de la ville Hélikè date du IIe siècle : Pausanias le Périégète présente une histoire des ancêtres fondateurs de la région d'Achaïe et un mythe de fondation de la ville d'Hélikè qui fait intervenir un autre personnage féminin appelé Hélikè. Le roi Sélinous, à la tête des Aïgialéens (ancien nom des Achéens), a une fille unique, Héliké. À un moment donné arrive dans la région un nommé Ion, membre de la dynastie royale d'Athènes. Ion est, avec Achaïos, l'un des deux fils issus du mariage entre Xouthos (lui-même fils de Hellen) et la fille d'Érechthée. Ion arrive dans la région et s'apprête à attaquer Sélinous. Mais Sélinous lui envoie des émissaires, donne sa fille Héliké en mariage à Ion, puis adopte Ion, ce qui permet à ce dernier d'hériter du trône. Au cours de son règne, Ion fonde une ville à laquelle il donne le nom de son épouse, Hélikè, tandis qu'il appelle ses habitants les Ioniens, d'après son propre nom,.
Une autre ville nommée Hélikè, manifestement située en Thessalie au vu du contexte, est mentionnée très brièvement dans le Bouclier d'Héraclès, poème apocryphe attribué à Hésiode mais en réalité plus récent, daté aujourd'hui du VIe siècle av. J.-C. La ville est citée dans une liste comprenant « toute la ville des Myrmidons et Iaolcos la fameuse, Arnè (nom ancien de Chéronée) avec Hélikè et Anthéïa la verdoyante ». Cette Hélikè n'est pas connue par ailleurs.

## Géographie
Hélikè se trouve le long du golfe de Corinthe. En termes géologiques, le golfe est un rift entre la plaque tectonique africaine et la plaque eurasiatique. C'est l'une des plus importantes zones d'activité sismique en Europe encore aujourd'hui. Plus d'une dizaine de failles actives s'échelonnent le long du golfe, dont les failles Hélikè ouest et Hélikè est.

## Histoire

### Préhistoire
Les fouilles archéologiques ont mis en évidence à partir de 2001 une occupation humaine du site d'Hélikè dès le début de l'âge du bronze, autour de 2500-2300 av. J.-C. L'étude des couches sédimentaires et des microfossiles suggère que ce site a été englouti dans une lagune, peut-être à la suite d'un séisme antérieur de 2000 ans à celui de 373 av. J.-C. Par la suite, la sédimentation a causé un exhaussement du sol, qui a de nouveau émergé.

### Antiquité préclassique

#### Période mycénienne
Des objets rattachés à la civilisation mycénienne découverts sur le site d'Hélikè montrent des activités humaines à cette époque..

#### Âges obscurs et époque archaïque
L’Iliade, composée au VIIIe siècle av. J.-C., mentionne plusieurs fois la ville. Au chant II, dans le catalogue des vaisseaux listant les guerriers qui vont assiéger Troie durant la guerre de Troie, les guerriers d'Hélikè et d'Aigion figurent parmi les troupes du roi de Mycènes Agamemnon, qui commande les soldats les plus nombreux. Au chant VIII, la déesse Héra incite Poséidon à accorder la victoire aux Danaens en lui rappelant qu'ils lui offrent de beaux sacrifices à Hélikè et à Aigas. Au chant XX, lors d'une comparaison homérique, un Troyen mourant est comparé à un taureau offert en sacrifice à Poséidon à Hélikè.
Les fouilles archéologiques entreprises depuis l'an 2000 ont mis au jour plusieurs bâtiments du VIIIe siècle av. J.-C. : un autel de briques datant de 760-750 av. J.-C. et un temple voûté datant de 710-700 av. J.-C.
Un bâtiment daté du VIIIe siècle av. J.-C. contenait des sols pourvus de parquets ainsi qu'un mur construit en trois phases qui pourrait s'être élevé jusqu'à 19 mètres de haut. Un autre bâtiment un peu plus récent, daté du VIIe ou VIe siècle av. J.-C., a été construit sur une dalle de fondation en pierre correspondant à la forme d'un temple. On y a découvert de la céramique légère datant de l'époque archaïque, des figurines d'argile, une aile en argile et une tête de serpent en bronze. Des objets découverts à l'est de ces deux bâtiments permettent de conclure que ces derniers ont été utilisés à des fins religieuses dès 850 av. J.-C. Parmi ces objets figurent des offrandes : figurines d'argile ou de bronze, roues de chars en argile, attaches et fibules en bronze, armes en fer, et une pièce appartenant à un collier en or. Au même endroit ont été retrouvées des restes d'animaux sacrifiés : chèvres, moutons et cochons. Des restes de vigne ont également été découverts. Les archéologues pensent qu'il peut s'agir d'un lieu de culte consacré à Poséidon.

### Antiquité classique et tsunami de 373av. J.-C.

#### Situation de la ville avant la catastrophe

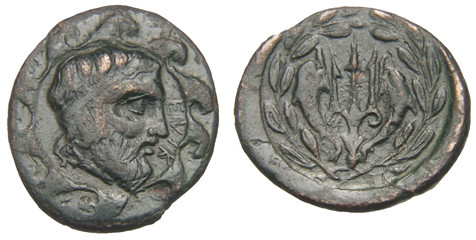
Monnaie frappée à Héliké datant de l'époque classique. On y voit la tête du dieu Poséidon près de laquelle figurent les lettres grecques ΕΛΙΚ ("Hélik"). Le verso arbore le trident du dieu flanqué par deux dauphins et entouré d'une couronne de laurier. Berlin, Cabinet de numismatique du Bode-Museum.

À l'époque classique, Hélikè fait partie de la Ligue achéenne, organisation regroupant plusieurs cités de la région, et dont cette cité accueille les réunions. Selon Pausanias, qui relate les origines mythologiques des villes de la région, les douze cités de la Ligue achéenne sont fondées par des Ioniens, puis envahies par les Achéens, descendants d'Eurysthée, qui arrivent dans la région après avoir été chassés du Péloponnèse par le retour des Héraclides. Les Achéens affrontent et vainquent les Ioniens et se partagent leurs terres. Le roi Tisamène (fils d'Oreste), roi des Achéens, tombé au combat dans la bataille contre les Ioniens, est enterré à Hélikè.
Hélikè établit plusieurs colonies, dont Sybaris en Italie et Priène en Ionie sur la côte ouest de l'Asie Mineure. Selon Diodore de Sicile, elle était la ville la plus fameuse d'Achaïe avant le séisme qui la frappa.
Pausanias le Périégète, qui visite le site au IIe siècle après J.-C., rapporte que Hélikè était connue pour son sanctuaire de Poséidon vénéré avec l'épiclèse Hélicônios et rapproche ce culte d'autres cultes rendus au dieu avec la même épiclèse à Milet et à Téos.
Hélikè frappe alors sa propre monnaie. Sur une pièce de cuivre datée d'avant le séisme de 373 av. J.-C. et conservée au Bode-Museum, l'avers montre la tête du dieu Poséidon et le revers son trident flanqué de deux dauphins, le tout entouré par une couronne de lauriers. De nombreuses monnaies retrouvées dans les ruines d'Hélikè proviennent de l'étranger, parfois de loin, notamment d'Égypte et de Macédoine, ce qui montre la renommée d'Hélikè et de son sanctuaire.

#### Déroulement de la catastrophe selon les sources antiques
Hélikè est détruite en 373 av. J.-C. avec sa voisine Bouras par un tremblement de terre, suivi par un tsunami qui les engloutit. Le géographe grec Strabon indique que le séisme et le tsunami ont lieu deux ans avant la bataille de Leuctres. Plusieurs auteurs antiques dont les récits sont parvenus jusqu'à nous décrivent la catastrophe.
Claude Élien écrit que, cinq jours avant la catastrophe, tous les animaux fuient la ville en empruntant la route qui mène à Kérynéia, au grand étonnement des habitants qui n'en comprennent pas la raison. La catastrophe survient une nuit : un séisme se produit, une immense vague submerge Hélikè, la ville disparaît et dix navires lacédémoniens à l'ancre dans la baie disparaissent avec elle. 
Ératosthène donne un récit de la destruction d'Hélikè qui nous est conservé grâce à la citation qu'en fait Strabon. 

« C'était pendant la nuit, dit-il, et, bien que la ville fût séparée de la mer par une distance de 12 stades [environ 2 km], tout cet espace intermédiaire et la ville elle-même furent submergés. Deux mille Achéens furent envoyés pour recueillir les corps des victimes, sans pouvoir suffire à cette tâche. Il ne resta qu'une petite partie du territoire d'Hélicé qui fut divisée entre les villes voisines. »

Pausanias le Périégète indique qu'« une telle masse d'eau se déversa sur le bois sacré de Poséidon que seules les cimes des arbres restèrent visibles »,.

#### Explications avancées par les auteurs antiques
Des facteurs religieux et politiques façonnent les témoignages des auteurs antiques, qui s'infléchissent au fil du temps. Au IIIe siècle av. J.-C., Héraclide du Pont attribue le séisme à des impiétés commises par les habitants d'Hélikè qui auraient refusé à des théores (émissaires religieux) venus d'Ionie la possibilité d'effectuer un transfert d'une statue de Poséidon vers leur ville, ou au moins d'en obtenir une copie, afin d'y établir un sanctuaire dérivé de celui d'Hélikè. Les émissaires s'adressent alors à l'assemblée générale des Achéens, mais sans obtenir satisfaction. Héraclide affirme que la catastrophe survient quelques mois à peine après ce refus opposé aux Ioniens, qui obtiennent ensuite satisfaction. Les savants modernes ont cependant montré que ces négociations avaient eu lieu vers 378-377, donc plusieurs années avant le séisme. Les différents récits des auteurs antiques se déforment peu à peu : plus le temps passe, plus le récit de l'impiété des gens d'Héliké se renforce de détails cruels, dans une tentative pour trouver une explication à la violence de la catastrophe naturelle. Pausanias le Périégète affirme ainsi que les gens de la région auraient écarté des suppliants du sanctuaire de Poséidon et les auraient tués, assassinat qui n'apparaît pas dans les témoignages plus anciens. Claude Élien, qui écrit plus tard, affirme que cet assassinat se fait sur l'autel de Poséidon, ce qui constitue une impiété encore plus grave. De plus, ces explications religieuses se doublent d'un contexte politique : les tensions entre cités de la région et avec l'Ionie peuvent avoir contribué à la mise en avant par les autres villes de l'idée d'une vengeance divine contre Hélikè. 

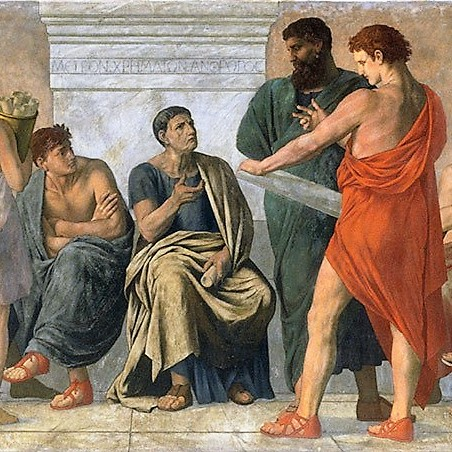
L'historien grec Callisthène cherche des causes naturelles au tsunami qui détruit Hélikè en 373 av. J.-C. Portrait imaginaire de Callisrthène sur la fresque L'École d'Aristote de Gustav Spangenberg en 1883-1888.

D'autres auteurs antiques cherchent cependant des explications naturelles au séisme. Dès le IVe siècle av. J.-C., Callisthène, dans un traité aujourd'hui perdu, explique les causes de la submersion d'Hélikè et de Bouras. Nous le savons grâce à un développement que lui consacre, au Ier siècle, le philosophe romain Sénèque dans ses Questions naturelles (Quaestiones naturales), dont le livre VI s'interroge sur les causes des séismes. Callisthène expliquait les tremblements de terre par la circulation de l'air. Il supposait que l'air s'engouffrait parfois sous la terre ou sous la mer, et pouvait en venir à les soulever. Sénèque cite le passage suivant de Callisthène : « L’air pénètre dans la terre par des ouvertures cachées, et sous la mer comme partout ; lorsque ensuite viennent à s’obstruer les conduits par où il est descendu, et que par derrière la résistance de l'eau lui interdit le retour, il se porte çà et là, et, par ses contre-courants, il ébranle la terre. Aussi les lieux qui font face à la mer sont-ils les plus sujets au fléau ; et de là fut attribué à Neptune le pouvoir d’ébranler la mer. »

#### Explications scientifiques modernes
Les relevés géologiques effectués dans la région confirment qu'il y a bien eu, à cette époque et sur ce site, un séisme qui a atteint 6,4 sur l'échelle de Richter. De plus, la nature sableuse du sous-sol de la cité classique provoque, en cas de séisme, un phénomène de liquéfaction du sol qui entraîne non seulement l'effondrement mais aussi un enfoncement des bâtiments. Cet engloutissement n'est cependant pas complet mais partiel : le séisme, à lui seul, ne peut pas avoir englouti toute la ville dans le sol. Plusieurs indices confirment également le tsunami évoqué par les sources antiques. La strate archéologique correspondant à cette époque contient des microfossiles qui évoluent normalement dans de l'eau saumâtre. La disposition des pierres écroulées retrouvées dans la strate archéologique de la cité classique laisse également penser que les murs ont été emportés par une vague. Les destructions ont probablement été renforcées au moment où la vague s'est retirée, charriant des débris de bâtiments ou de navires qui sont entrés en collision avec les bâtiments encore debout.
Le cas du séisme d'Hélikè est très loin d'être isolé : de multiples témoignages antiques montrent une activité sismique régulière, ainsi du séisme de 464 av. J.-C. qui détruit un gymnase à Sparte et une grande partie de la jeunesse lacédémonienne, ou le séisme survenu sur l'île de Rhodes qui cause la chute du colosse de Rhodes, l'une des sept merveilles du monde, quelque part entre 229 et 226 av. J.-C. De fait, partout en Grèce, le tracé des côtes a largement varié pendant et après l'Antiquité, en raison de facteurs tels que l'alluvionnement, la tectonique et le volcanisme.

#### Conséquences du séisme
Après la destruction d'Héliké, les restes du territoire de cette cité, en grande partie submergé, sont partagés entre les cités voisines. Une partie passe sous la domination de la cité d'Aigion, qui accueille dorénavant les réunions de la Ligue achéenne,,.
Les textes antiques font comme si Hélikè avait été détruite  définitivement par le séisme et le tsunami. Les découvertes archéologiques faites depuis l'an 2000 montrent que c'est en partie faux : s'il est vrai que toute une partie de la ville est engloutie, notamment le sanctuaire de Poséidon, Hélikè est reconstruite sur le terrain restant après le séisme et elle est encore active à l'époque hellénistique et romaine. Le même séisme qui détruit Hélikè provoque la destruction de la cité voisine de Bouras. Là encore, cette destruction n'est sans doute que partielle. Un siècle après, Bouras est redevenue florissante.

### Antiquité hellénistique et romaine
La ville d'Hélikè est reconstruite dans les environs à partir de l'époque hellénistique. On y pratique notamment la teinturerie. La ville perdure à l'époque romaine.
La disparition de l'Hélikè classique devient un sujet de réflexion philosophique. Au IIe siècle, l'empereur romain Marc-Aurèle, dans ses Pensées pour moi-même, la rapproche de la disparition de Pompéi et d'Herculanum sous l'effet de l'éruption du Vésuve en 79, dans le cadre d'une réflexion sur le caractère éphémère de la vie et du pouvoir.

### Séisme de 1817
L'antiquaire et voyageur William Martin Leake rapporte que le 23 août 1817, un séisme a lieu au même endroit, précédé d'une « explosion brusque » qu'il compare à un coup de canon. Des répliques du séisme se produisent durant une minute et demie, la mer se soulève et monte par l'embouchure du fleuve Selinountas jusqu'à couvrir une grande partie du terrain sous le village de Vostitza (actuel Aigion). La mer emporte toute trace des dépôts d'artillerie qui se trouvaient là, détruit les deux tiers des bâtiments à Vostitza, rase cinq villages voisins et cause 62 morts.

## Fouilles archéologiques et redécouverte

### Vestiges visibles dans l'Antiquité
Après le séisme de 373 av. J.-C., les ruines englouties d'Hélikè restent visibles pendant plusieurs siècles. Le géographe grec Strabon rapporte qu'Ératosthène écrivait avoir vu lui-même le site de la catastrophe. Ératosthène, qui vit à la fin du IIIe siècle av. J.-C., rapporte que la ville est engloutie dans un poros (mot qui peut désigner une lagune, un lac ou un bras de mer étroit), que les marins de la région qui font la traversée du golfe disent qu'on voit encore, au fond de l'eau, la statue en bronze de Poséidon, et que l'hippocampe que le dieu tient dans sa main constitue un écueil dangereux pour les filets des pêcheurs. Le poète romain Ovide, qui écrit au tournant du Ier siècle après J.-C., mentionne les ruines dans ses Métamorphoses : « Si vous cherchez Hélicé et Bura, cités d'Achaïe, vous les trouverez sous les eaux : aujourd'hui encore les navigateurs montrent les murailles penchantes de ces villes submergées ». Au IIe siècle, Pausanias le Périégète précise que les ruines de l'Hélikè classique sont encore visibles à son époque, mais ont été attaquées par l'eau salée.

### Fouilles modernes
De nombreux auteurs écrivent au sujet d'Héliké et tentent d'en redécouvrir les ruines au cours du XIXe siècle puis du XXe siècle. Le diplomate français François Pouqueville, qui visite la Grèce à la toute fin du XVIIIe siècle, tente de se faire indiquer le site des ruines d'Hélikè. Il écrit que les gens de la région, après lui avoir juré qu'on voyait bien les ruines, s'avèrent incapables de les lui montrer. Au XIXe siècle, l'archéologue allemand Ernst Curtius spécule sur l'emplacement de la ville.
Grâce au développement de l'archéologie sous-marine, des fouilles en plongée sont menées pour la première fois à l'été 1950 sous l'égide de l'École française d'Athènes. Mais elles demeurent infructueuses, en raison des mouvements constants de la vase qui obstrue la vue et rend les recherches impossibles avec les moyens de l'époque,. Le commandant Cousteau effectue des recherches dans le golfe de Corinthe, en vain.
De nouvelles méthodes de travail s'élaborent avec l'émergence de la géoarchéologie dans les années 1960 et l'étude des paléoenvironnements qui prend mieux en compte les modifications du paysage depuis l'Antiquité, sous l'effet de facteurs à la fois naturels et humains. Ces méthodes permettent de mieux résoudre des problèmes tels que la localisation des ports antiques, leur situation dans les strates archéologiques pour reconstituer la chronologie de l'occupation humaine d'un site, et l'étude de l'impact des humains sur les sites naturels.  
En décembre 1979, un colloque organisé par le Ministère grec de la culture et des sciences vise à jeter les bases d'une recherche systématique des ruines d'Hélikè.

### Redécouverte
En 1988, l'archéologue grecque Dora Katsonopoulou et l'astrophysicien Steven Soter du Musée américain d'histoire naturelle lancent le Helike Project dans une nouvelle tentative pour localiser la cité antique. L'ensemble des recherches se font au départ dans l'hypothèse qu'Hélikè est engloutie quelque part dans le golfe de Corinthe. L'archéologue grecque Dora Katsonopoulou émet cependant une hypothèse différente : celle que les ruines pourraient avoir été englouties dans un lac ou une lagune qui se serait ensuite ensablée ou comblée par sédimentation au fil des siècles.
Au cours des années 1990, des carottages sont effectués près des villages modernes d'Héliki, Rizomylos et Nikoléia, et les archéologues emploient des analyses par géoradar, conductivité électrique et magnétométrie, qui mettent en évidence des structures antiques et font progresser la reconstitution de la topographie de la région dans l'Antiquité,. 
Hélikè est finalement redécouverte en 2001, enterrée dans une ancienne lagune, près du village actuel de Rizómylos. Les fouilles permettent de cerner une séquence stratigraphique allant d'une profondeur de 0,40 m à 12 mètres, qui contient des vestiges remontant de l'époque byzantine (IXe siècle apr. J.-C.) jusqu'aux IIIe et IIe millénaires av. J.-C. Les premières fouilles mettent au jour de la céramique, des ornements en or et en argent. La strate correspondant à la période classique est localisée à une profondeur s'étendant de 3 à 5 mètres. En-dessous de la strate remontant à l'époque classique, les strates plus anciennes montrent une occupation humaine du site dès le début de l'âge du bronze, autour de 2500-2300 av. J.-C. L'examen des couches de dépôts sédimentaires anciens et des microfossiles qu'ils contiennent montre que ce site a lui aussi été détruit par un tsunami, 200 ans avant le séisme qui a détruit Héliké à l'époque classique. Les couches plus récentes révèlent aussi une route datant de l'époque romaine, qui reliait la Hélikè romaine à Patras et à Corinthe. À peine redécouvert, le site est menacé de destruction par des travaux de la compagnie nationale grecque des chemins de fer, qui souhaite raccourcir le tracé de la ligne reliant Patras et Corinthe. Cela conduit l'organisation non gouvernementale World Monuments Fund à placer le site archéologique de Hélikè sur la liste des 100 sites les plus en danger en 2004 puis en 2006.
En 2012, les fouilles mettent en évidence la strate archéologique des débris du séisme, faite de pavés, de tuiles de toit en argile et de céramique. Cette découverte s'accorde bien avec les indications présentes dans les textes antiques concernant l'emplacement de l'Héliké classique et les effets du séisme et du tsunami sur la ville.

## Lien entre le séisme et le mythe platonicien de l'Atlantide
L'historien suisse Adalberto Giovannini suggère, dans un article paru en 1985, que l'engloutissement d'Hélikè en 373 av. J.-C. a pu inspirer le philosophe athénien Platon dans l'invention du mythe de l'Atlantide, qu'il relate dans deux dialogues, le Timée, rédigé dans les années 350 av. J.-C., et le Critias resté inachevé.

## Sources antiques
- Homère, Iliade [détail des éditions] [lire en ligne], VIII (203)
- Pausanias le Périégète, Description de la Grèce, VII, 24, 5 et suivants.
- Diodore de Sicile, Bibliothèque historique, XV, 5.
- Claude Élien, La personnalité des animaux, XI, 19.
- Ovide, Métamorphoses, XV, 293-295.

## Filmographie
- Hélikè, la cité engloutie, documentaire réalisé par Nathan Budd, produit par Windfall Films et France Télévisions, 52 minutes, 2023.